# Pierre Wunsch
Guillaume Pierre Wunsch (Lovaina, 12 de diciembre de 1967) es un economista belga, gobernador del Banco Nacional de Bélgica desde el 2 de enero de 2019. 

## Curso de la vida
Wunsch estudió economía en la Universidad Católica de Lovaina y Asuntos Públicos e Internacionales en la Universidad de Princeton en los Estados Unidos . De 1992 a 1995 trabajó como asistente e investigador en INSEE y en la Escuela Normal Superior. De 1995 a 1996 trabajó como experto en la Oficina Federal de Planificación. De 1996 a 2000 fue director Adjunto del Gabinete de Eric André (PRL), quien fue primero Secretario de Estado de Bruselas de Obras Públicas y Economía y luego de Planificación Territorial, Renovación Urbana, Monumentos y Sitios y Tráfico de Pasajeros Pagado. De 2000 a 2001, fue jefe de gabinete del comisionado del gobierno y secretario de estado de finanzas Alain Zenner (MR). 
Posteriormente trabajó en Tractebel de 2001 a 2004 y en Electrabel de 2004 a 2008. De 2008 a 2011 fue Jefe de Gabinete del Ministro de Finanzas Didier Reynders (MR). Fue, entre otras cosas, director de la Unidad de Política Financiera y experimentó la crisis financiera desde cerca.
En junio de 2011, Wunsch se convirtió en director del Banco Nacional. En 2015 se convirtió en subgobernador. El 2 de enero de 2019, sucedió a Jan Smets como gobernador del Banco Nacional. En este cargo también es miembro del Consejo de Gobierno y Asamblea General del Banco Central Europeo y Gobernador del Fondo Monetario Internacional. 
Wunsch también es director del Banco de Pagos Internacionales, miembro del Consejo Superior de Finanzas y presidente del comité de gestión BOOST de la Fundación Rey Balduino. Anteriormente fue director de Electrabel y Fluxys, profesor asistente de la UCL, miembro del comité del Fondo de Regulación de Valores, miembro de la junta de supervisión de la Comisión de Banca, Finanzas y Seguros y miembro de la Junta Única de Resolución.